# Jin (cantante)
Jin (진?, JinLR, ChinMR), pseudonimo di Kim Seok-jin (김석진?, 金碩珍?, Gim Seok-jinLR, Kim SŏkchinMR; Anyang, 4 dicembre 1992), è un cantante e paroliere sudcoreano. 
Dal 2013 è un membro del gruppo musicale BTS, per i cui album ha registrato tre assoli, tutti entrati nelle classifiche sudcoreane. Ha esordito come solista nell'ottobre 2022 con il singolo The Astronaut, e pubblicato il suo primo EP, Happy, nel 2024.

## Biografia

### Infanzia e inizi
Jin è nato il 4 dicembre 1992 a Anyang in una famiglia appartenente al bon-gwan Kim di Gwangsan e comprendente anche un fratello maggiore di due anni. I Kim si sono trasferiti uno o due anni dopo la sua nascita, e ha trascorso l'infanzia a Gwacheon.
Durante le medie è stato avvicinato per strada da un talent scout della SM Entertainment, ma ha rifiutato l'offerta. Inizialmente intenzionato a intraprendere una carriera giornalistica, mentre frequentava il secondo anno delle superiori è rimasto colpito dalla performance di Kim Nam-gil in Seondeok yeo-wang e ha deciso di diventare un attore, pertanto nel 2011 si è iscritto alla facoltà di arte e recitazione dell'Università Konkuk. Tre mesi dopo è stato notato mentre camminava per strada e invitato a partecipare ad un provino per la Big Hit Entertainment. Non avendo nessuna esperienza con la musica, si è presentato all'audizione per gli attori, venendo però scritturato come apprendista idol: sebbene non si trattasse del risultato sperato, ha accettato comunque, spinto dalla curiosità per le molteplici attività artistiche rese possibili da una simile carriera.

### Carriera

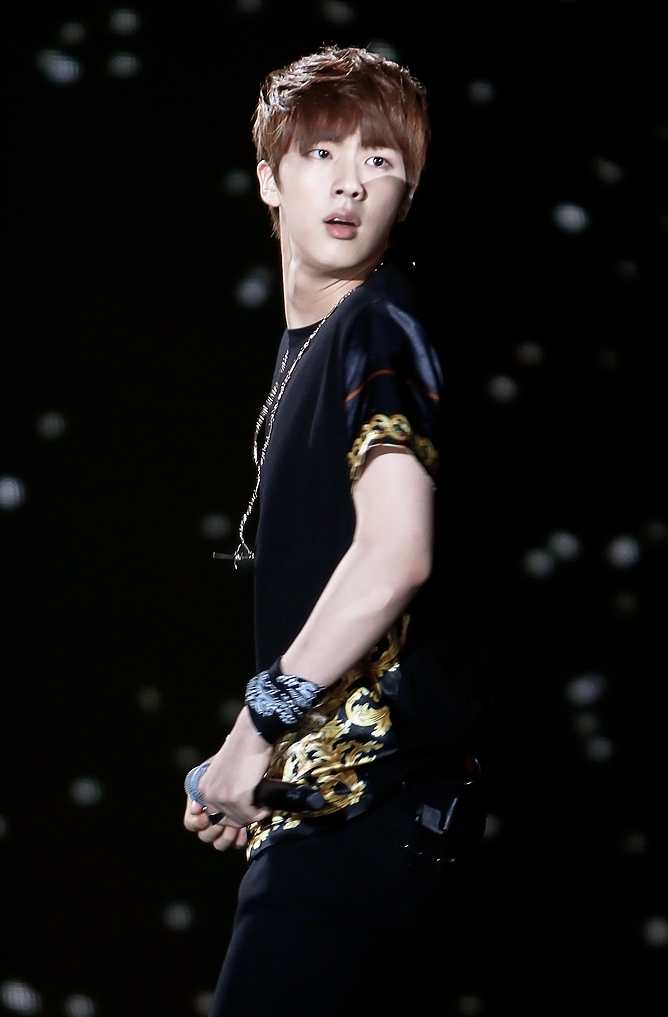
Jin durante un'esibizione con i BTS all'Incheon Korean Music Wave 2013.

Il 13 giugno 2013 ha esordito nel settetto dei BTS con il brano No More Dream dal single album 2 Cool 4 Skool. Ha partecipato per la prima volta alla scrittura di una canzone per l'album Wings nel 2016: il pezzo, un suo assolo intitolato Awake, è arrivato al trentunesimo posto nella Circle Chart e sesto nella Billboard World Digital Singles Chart. Nel corso dell'anno ha collaborato con V ad un brano della colonna sonora del drama Hwarang intitolato It is Definitely You, si è unito a Jung Kook per una versione alternativa di So Far Away tratta dal mixtape di Suga, e ha pubblicato una rivisitazione natalizia di Awake su SoundCloud. Ha fatto anche due apparizioni come co-conduttore a Inkigayo e M Countdown.
Si è laureato il 22 febbraio 2017 e ha proseguito gli studi in settori diversi dalla musica alla scuola di specializzazione della Hanyang Cyber University. Nel 2017 è stato nel cast fisso del reality show Jungle-ui beopchik e tra i presentatori del concerto di fine anno della rete KBS, ruolo che ha ricoperto anche l'anno seguente. Nel maggio 2018 ha fatto da co-conduttore durante una puntata di Music Bank.
Per la raccolta del 2018 Love Yourself: Answer ha eseguito Epiphany, un brano pop rock sui concetti dell'accettazione e dell'amor proprio, che ha occupato il trentesimo posto sulla Circle Chart e il quarto sulla Billboard World Digital Song Sales Chart. Nell'ottobre dello stesso anno gli è stato riconosciuto l'Ordine al merito culturale di quinta classe dal Presidente della Corea del Sud insieme agli altri membri dei BTS per il contributo dato alla diffusione della cultura coreana nel mondo.
Il 5 giugno 2019 ha pubblicato un inedito intitolato Tonight in occasione dei festeggiamenti per il sesto anniversario dei BTS. La ballata acustica è stata composta da Jin insieme ai produttori Slow Rabbit e Hiss Noise; i testi sono stati ispirati dal rapporto con i suoi animali domestici e sono stati scritti con la collaborazione di RM. Tonight è stata recensita positivamente dalla critica per la sua tecnica vocale e l'atmosfera calmante.
Nel 2020 ha eseguito un assolo intitolato Moon nel settimo album in studio del gruppo, Map of the Soul: 7, nel quale ha espresso il proprio affetto per i fan e di cui è stato anche co-autore. A novembre, ha firmato alcune tracce contenute in Be, oltre ad aver coordinato la produzione del disco. Il 3 dicembre, in occasione del suo compleanno, ha caricato su SoundCloud l'inedito Abyss, scritto insieme a RM, Pdogg e al produttore Bumzu, nel quale ha raccontato la sensazione di inadeguatezza percepita dopo aver raggiunto il primo posto della Billboard Hot 100 con Dynamite l'agosto precedente. A luglio 2021 è stato nominato inviato presidenziale speciale per le generazioni future e la cultura dal presidente sudcoreano Moon Jae-in insieme agli altri membri dei BTS, e dotato di passaporto diplomatico per partecipare all'assemblea generale delle Nazioni Unite il 20 settembre. Il 1º ottobre è stata annunciata la sua partecipazione alla colonna sonora del drama Jirisan, per il quale ha registrato il tema principale. Il 4 dicembre ha distribuito gratuitamente su SoundCloud l'inedito Super Tuna, accompagnato dal video di una performance che è diventata virale, figurando in vetta alla classifica dei video più popolari al mondo su YouTube per otto giorni consecutivi e incoraggiando la creazione di una challenge di danza su TikTok.
Nell'agosto 2022 ha collaborato con il videogioco MapleStory come sviluppatore, partecipando alla realizzazione di alcuni upgrade e del pacchetto speciale annuale a tema Chuseok, in cui è apparso come PNG. Il 28 ottobre ha pubblicato il suo singolo di debutto solista, The Astronaut, scritto insieme ai Coldplay: per l'occasione sono stati distribuiti commercialmente anche Tonight, Abyss e Super Tuna. Sono seguiti diciotto mesi di pausa – fino a giugno 2024 – per svolgere il servizio militare, dopodiché è stato scelto come sponsor globale del marchio di gioielleria e orologeria Fred, di Gucci e dei cosmetici Laneige; ha inoltre partecipato come tedoforo al viaggio della fiamma olimpica delle Olimpiadi 2024. Il 25 ottobre ha pubblicato il singolo I'll Be There in vista dell'uscita del suo primo EP solista, Happy, il 15 novembre. Sei mesi dopo ha dato alle stampe Echo, il suo secondo EP, che sarà promosso da un tour mondiale estivo che toccherà Corea del Sud, Giappone, Stati Uniti, Regno Unito e Paesi Bassi .

## Vita privata
Nel 2018 ha aperto un ristorante giapponese insieme al fratello, l'Ossu Seiromushi nel distretto di Songpa a Seul.
Nel settembre 2020 è diventato azionista della Hybe, con 68.385 quote a suo nome.
Grazie a una nuova legge promulgata nel 2020 dalla Corea del Sud per gli artisti che hanno contribuito allo sviluppo culturale del Paese, ha potuto posticipare il servizio militare fino al suo 30º compleanno, quando normalmente i maschi sudcoreani devono svolgerlo entro i 28 anni. A ottobre 2022 ha però deciso di chiedere la revoca della concessione e arruolarsi in anticipo. Il 4 novembre ha presentato alla Military Manpower Administration (MMA) le pratiche per cominciare la leva, entrando nel campo della 5ª divisione di fanteria a Yeoncheon nel pomeriggio del 13 dicembre e completando l'addestramento di base il 19 gennaio 2023. Ha continuato il servizio militare servendo come assistente istruttore presso la stessa base, ed è stato congedato il 12 giugno 2024.
Nel dicembre 2024 ha iniziato una collaborazione con lo chef Paik Jong-won per creare un nuovo marchio di liquori, Igin.

## Filantropia
Nel dicembre 2018, Jin ha donato vari rifornimenti alla Korean Animal Welfare Association per festeggiare il suo compleanno, acquistando cibo, coperte e piatti per l'organizzazione, oltre a 321 chilogrammi di cibo alla Korea Animal Rights Advocates, un'altra organizzazione no-profit coreana per il benessere degli animali.
Nel maggio 2019 è entrato nel Club d'Onore dell'UNICEF per aver donato privatamente oltre 100 milioni di won durante le campagne di beneficenza mensili organizzate da UNICEF Korea nel corso dell'anno precedente. Nel 2021 ha devoluto a Beagle Rescue Network il montepremi da un milione di won vinto a You Quiz on the Block.
Il 23 gennaio 2025 ha donato 100 milioni di won al College di medicina dell'Università della Corea per l'assistenza dei pazienti affetti da malattie incurabili nei Paesi in via di sviluppo, mentre ad aprile ha fatto volontariato alla mensa di Gilan-myeon nella città di Andong, colpita da incendi boschivi. Ha poi devoluto altri 100 milioni di won all'ospedale pediatrico del Seoul Asan Medical Center in occasione della Giornata dei Bambini.

## Stile musicale

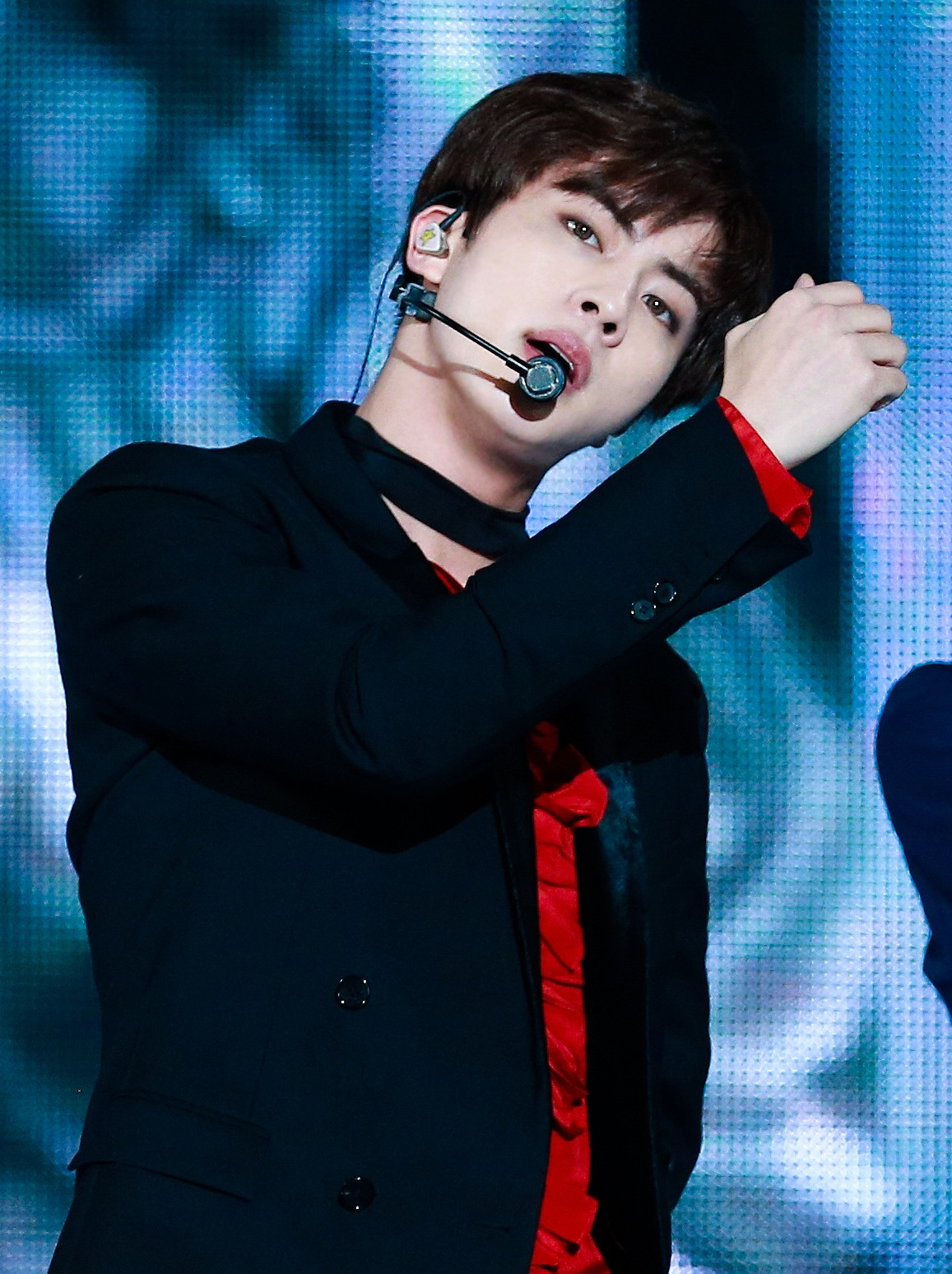
Jin durante l'esibizione di Blood Sweat & Tears ai Melon Music Award, 19 novembre 2016.

Jin è un tenore e ha dichiarato di aver iniziato a scrivere musica influenzato dagli altri membri dei BTS. Per il suo materiale solista favorisce il pop rock accompagnato da chitarra e batteria dal vivo piuttosto che da suoni digitali.
Lim Hyung-joo, tenore popera membro della giuria dei Grammy, ha definito la sua voce "argentina", dotata di un controllo stabile della respirazione e in grado di alternare liberamente tra falsetto, voce modale e voce di testa. Per la giornalista Choi Song-hye di Aju News, la sua stabilità è particolarmente evidente in canzoni come Spring Day e Fake Love, mentre pezzi come Jamais Vu ne mettono in luce l'ampiezza emotiva. Nella recensione di Fake Love per i Korean Music Award, Park Hee-a ha commentato che la performance di Jin è "ciò che dimostra l'efficacia [della canzone]". Hong Hye-min del The Korea Times ha descritto la sua voce come "tenera, dolente, dallo spirito libero", considerandola il punto di forza del suo assolo Epiphany; per Lee Yeo-reum di Ize, essa si presta soprattutto a canzoni che richiedono toni delicati e rock. Lo scrittore di musica Randy Suh l'ha ritenuta "giovanile, eppure matura", a tratti leggermente nasale, una caratteristica che sfrutta per suonare a volte affettuoso, altre lamentoso; ha inoltre riscontrato nel suo stile vocale influenze provenienti dalla vecchia musica pop coreana, iniziando le canzoni sospirando o glissando la nota d'apertura.

## Discografia

### Da solista

#### Extended play
- 2024 – Happy
- 2025 – Echo

#### Singoli
- 2016 – It is Definitely You (con V; Hwarang OST)
- 2019 – Tonight
- 2020 – Abyss
- 2021 – Yours (Jirisan OST)
- 2021 – Super Tuna
- 2022 – The Astronaut
- 2024 – I'll Be There
- 2024 – Running Wild
- 2024 – Falling (feat. Taka)
- 2025 – Close to You (Le stelle parlano di noi OST)
- 2025 – Don't Say You Love Me

### Con i BTS

#### Album in studio
- 2014 – Dark & Wild
- 2014 – Wake Up
- 2016 – Youth
- 2016 – Wings
- 2018 – Face Yourself
- 2018 – Love Yourself: Tear
- 2020 – Map of the Soul: 7
- 2020 – Map of the Soul: 7 - The Journey
- 2020 – Be

#### Raccolte
- 2014 – 2 Cool 4 Skool/O!RUL8,2?
- 2016 – The Most Beautiful Moment in Life: Young Forever
- 2017 – The Best of BTS
- 2018 – Love Yourself: Answer
- 2021 – BTS, the Best
- 2022 – Proof

#### Brani solisti
- 2016 – Awake (in Wings)
- 2018 – Epiphany (in Love Yourself: Answer)
- 2020 – Moon (in Map of the Soul: 7)

### Crediti come autore
Crediti tratti dal database della Korea Music Copyright Association se non diversamente specificato.
- 2013 – Outro: Circle Room Cypher dei BTS (in 2 Cool 4 Skool)
- 2015 – Outro: Love Is Not Over dei BTS (in The Most Beautiful Moment in Life, Pt. 1)
- 2015 – Boyz with Fun dei BTS (in The Most Beautiful Moment in Life, Pt. 1)
- 2016 – Love Is Not Over dei BTS (in The Most Beautiful Moment in Life: Young Forever)
- 2016 – Awake dei BTS (in Wings)
- 2019 – Tonight di Jin
- 2020 – Moon dei BTS (in Map of the Soul: 7)
- 2020 – In the Soop dei BTS (per la colonna sonora di BTS In the Soop)
- 2020 – Skit dei BTS (in Be)
- 2020 – Stay dei BTS (in Be)
- 2020 – Abyss di Jin
- 2021 – Super Tuna di Jin (anche produttore)
- 2022 – The Astronaut di Jin
- 2024 – I'll Be There di Jin (in Happy)
- 2024 – Another Level di Jin (in Happy)
- 2024 – Falling di Jin (in Happy)
- 2024 – I Will Come to You di Jin (in Happy)
- 2025 – Nothing Without Your Love di Jin (in Echo)
- 2025 – Loser di Jin (in Echo)
- 2025 – Rope It di Jin (in Echo)
- 2025 – With the Clouds di Jin (in Echo)

## Filmografia

### Cinema
- Coldplay – Music of the Spheres: Live at River Plate, regia di Paul Dugdale (2023)

### Televisione
- Jungle-ui beopchik (정글의 법칙?, Jeonggeur-ui beopchikLR) – reality show, 9 puntate (2017)
- Chwijungjindan (취중진담?) – web show, 4 puntate (2022) – presentatore[79]
- Dallyeora Seok-jin (달려라 석진?) – varietà, 36 puntate (2024-2025)[80]
- Kian's Bizarre B&B (대환장 기안장?, Daehwanjang Ki-anjangLR) – varietà, 9 puntate (2025)

## Riconoscimenti
- Asia Artist Award
  - 2023 – Candidatura Premio popolarità (cantanti uomini)[82]
- Asia Star Entertainment Award
  - 2025 – Miglior colonna sonora per Close to You[83]
- Asian Academy Creative Award
  - 2022 – Candidatura Miglior tema musicale o sigla per Yours[84][85]
- Asian Pop Music Award
  - 2021 – Candidatura Miglior canzone cinematografica o televisiva straniera per Yours[86]
- Circle Chart Music Award
  - 2023 – Candidatura Canzone dell'anno (ottobre) per The Astronaut[87]
  - 2023 – Candidatura Album dell'anno (quarto trimestre) per The Astronaut[88]
- The Fact Music Award
  - 2022 – Fan N Star Choice Award (solisti)[89]
- Hanteo Music Award
  - 2023 – Premio artista globale (Africa)[90]
- Melon Music Award
  - 2017 – Candidatura Migliore colonna sonora per It's Definitely You (Hwarang OST)[91]
- Music Awards Japan
  - 2025 – Candidatura Artista dell'anno[92]
  - 2025 – Candidatura Canzone dell'anno per Running Wild[93]
  - 2025 – Candidatura Miglior artista[93]
  - 2025 – Candidatura Miglior album per Happy[93]
  - 2025 – Candidatura Miglior canzone K-pop in Giappone per I'll Be There e Running Wild[94]
- Top Ten Award
  - 2022 – Miglior artista mondiale di OST per un drama coreano[95]
- Seoul Music Award
  - 2023 – Candidatura Premio popolarità Kwave[96]
  - 2023 – Candidatura Premio popolarità[97]
  - 2023 – Candidatura Scelta dei fan dell'anno (aprile)[98]